# باك دانر
باك دانر (بالإنجليزية: Buck Danner)‏ هو لاعب كرة قاعدة أمريكي، ولد في 8 يونيو 1891 في ديدام في الولايات المتحدة، وتوفي في 21 سبتمبر 1949 في بوسطن في الولايات المتحدة.

## وصلات خارجية
- باك دانر على موقعبيزبول رفرنس.كوم (الدوري الرئيسي) (الإنجليزية)
- باك دانر على موقعبيزبول رفرنس.كوم (الدوري الثانوي) (الإنجليزية)